# Майдантал
Майданта́л (каз. Майдантал, узб. Maydontol, Майдонтол) - гірська річка у Казахстані та Узбекистані (невелика кінцева ділянка), права складова річки Пскем. У верхній течії зветься Шингиз.

## Опис
Довжина Майданталу дорівнює 49 кілометрам, площа басейну становить 471 км. Має понад 60 приток загальною довжиною понад 140 км. Середня висота водозбору – 3130 метрів (10% лежить у нiвальній зоні). Річка найбільш повноводна з травня до вересня (стік зростає до 25,8—47,4 м³/с).
Майдантал починається від злиття двох безіменних витоків у Талаському Алатау на висоті 2914 метрів. Обидва водотоки мають джерельне походження. Виток Майданталу розташований у Туркестанській області неподалік кордону з Узбекистаном, біля Аксу-Жабаглинского заповідника.
Спочатку річка орієнтована у загальному східному напрямку, після злиття з Ашутором повертає на південний схід, протікаючи в долині між Пскемським хребтом та Майдантальським хребтом. Біля південного краю Майдантальського хребта перетинає державний кордон і зливається з Ойгаїнгом у річку Пскем на території Ташкентського вілоята Узбекистану. Біля злиття річок розташована метеостанція «Майдантал».
У літній період землі в долині річки використовуються як високогірні пасовища (яйлау).